# Токен (криптовалюти)

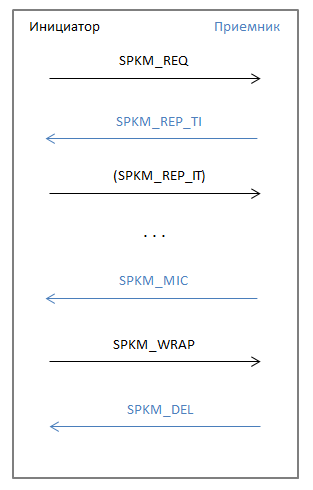
Інфраструктура відкритих ключів — інтегрований комплекс методів та засобів (набір служб), призначених забезпечити впровадження та експлуатацію криптографічних систем із відкритими ключами

Токени (від англ. token) — непрозоре (для застосунку) повідомлення, яке посилається на етапі встановлення з'єднання чи в механізмі передачі захищеного повідомлення. Згодом токен отримав втілення у одиницях обліку запису в реєстрі розподіленого блокчейн-ланцюжка, виді цифрової валюти, яка не є криптовалютою, призначеною для представлення цифрового балансу в деякому активі, іншими словами став виконувати функцію «замінника цінних паперів» в цифровому світі. Управління токеном зазвичай реалізується за допомогою розумного контракту, в якому записані значення залишків на рахунках власників токенів, і який надає можливість переказів токенів з одного рахунку на інший. Отримати доступ до токенів можна через спеціальні додатки, які використовують схеми електронного підпису.

## Види токенів[2][3]

### Токени додатків або токени-жетони
Токени додатків, також звані як Аппкойни (Appcoins), призначені для користувача, з метою забезпечення отримання доступу до сервісів розподілених мереж. Наприклад, для створення додатків в мережі Ethereum необхідно придбати токен Ефір. Щоб записати файли в розподілену мережу для зберігання файлів Sia, знадобляться маркери Сіакойни (SC). Для оплати децентралізованих мережевих сервісів Emercoin будуть потрібні однойменні токени.

### Токени-акції
Токени-акції призначені для залучення інвестицій, необхідних для розвитку наявних проектів розробки або для побудови мережі з нуля. На відміну від токенів-жетонів, вони не використовуються для доступу до додатків мережі, а лише виступають як цифрові акції компанії. Токени-акції є цифровим аналогом класичних акцій фондового ринку: інвестори, власники токенів, купують токени з метою отримання дивідендів, які представляють собою відсоток від доходу, або частину комісії за транзакції мережі. Наприклад, Sia виплачує власникам токенів 3,9 % від доходу за зберігання інформації. У ДАО, наприклад, маркери-акції виступають як частки компанії.

### Кредитні токени
Кредитні токени — це маркери, які використовуються з метою короткострокового запозичення коштів з подальшою виплатою процентної ставки від суми позики. Одним з перших проектів, що використовують кредитні токени стала мережа Steemit, що використовує маркери SD (Steem Dollar). Купуючи цей токен, користувач повинен отримувати 10 відсотків річних, при цьому виплати здійснюються у вигляді самого ж токена SD.

### Унікальні токени
Унікальні токени (Non-fungible token) — маркери, що не володіють властивістю взаємозамінності. Це активи, які існують лише у власних криптосистемах і можуть бути використані для запису в блокчейн інформації про володіння ігровими предметами, об'єктами цифрового мистецтва, рухомим і нерухомим майном.
NFT — це одиниця даних у цифровій книзі, що називається блокчейном, де кожен NFT може представляти унікальний цифровий елемент, і тому кожен з них не взаємозамінний. Перші невзаємозамінні токени були створені Вітаком Радомським, співзасновником Enjin Coin, творця коду для першої такої монети в червні 2017 року.
Невзаємозамінні токени стали популярні завдяки грі CryptoKitties, яка зібрала 12 млн $ інвестицій. RareBits, біржа невзаємозамінних токенів, залучила 6 мільйонів доларів інвестицій. У березні 2021 котирування токену Alice після розміщення на криптобіржі Binance виросли на 60000 %.

#### Динамічні токени
Динамічні токени (dNFT) — це різновид невзаємозамінних токенів (NFT), для яких через смарт-контракт реалізована зміна метаданих в залежності від зовнішніх умов.. Ця властивість може дозволяти змінювати зовнішній вигляд токенів при зміні середовища оточення. Крім того, очікується, що динамічні NFT будуть мати функцію перевірки випадковості, що може спричинити їх широке використання в іграх.